# 428
Cette page concerne l'année 428  du calendrier julien. Pour l'année 428 av. J.-C., voir 428 av. J.-C. Pour le nombre 428, voir 428 (nombre).
L'année 428 est une année bissextile qui commence un dimanche.

## Événements
- 1er janvier : consulat de Flavius Félix et de Flavius Taurus.
- 10 avril : l’hérésiarque Nestorius devient patriarche de Constantinople (428-431)[1]. Il ne veut voir dans le Christ qu’un homme en qui le Verbe de Dieu a résidé. Marie n’est pas mère de Dieu (Théotokos), mais mère du Christ (Christotokos).  Le pape Célestin et le patriarche d’Alexandrie Cyrille condamnent sa doctrine (430)[2].
- 22 novembre : prêche d'Anastios, chapelain de Nestorius, qui dénie à la Vierge Marie le titre de Théotokos[3].

- Les troupes d’Aetius obligent une partie des Francs ripuaires à se soumettre ou à retraverser le Rhin[4].
- Début du règne supposé de Clodion le Chevelu, roi des Francs saliens à Dispargum (Toxandrie)[4]. Il prend Tournai et Cambrai, puis reçoit le titre de légat par Valentinien III[5].
- Raids anglo-saxons en Bretagne[6].
- Le roi sassanide de Perse Vahram V, à la requête de certains nobles arméniens, dépose le roi Artaxias IV d'Arménie, dernier des Arsacides ; l'Arménie est réunie à l'empire sassanide sous la direction d'un marzbân[7].

## Décès en 428
- Pharamond, ancêtre mythique des Mérovingiens.